# I kongens klæ'r
I kongens klæ'r er en dansk komediefilm fra 1954 instrueret af Poul Bang og skrevet af John Olsen, der også var producer. Filmen var den første i de såkaldte soldaterfarcer, der senere mundede ud i de folkekære film om soldaterkammeraterne.

## Handling
Alle tiders mest uheldige forretningsmand er på alle tiders Tycho Brahe-dag, og da han først får hjælp, hvis man kan bruge dette udtryk, ja, så går det fuldkommen galt for ham.

## Medvirkende
- Kjeld Petersen
- Dirch Passer
- Ove Sprogøe
- Bodil Steen
- Buster Larsen
- Arthur Jensen
- Henry Nielsen
- Karl Stegger
- Erni Arneson
- Louis Miehe-Renard
- Ib Schønberg
- Ib Conradi
- Axel Strøbye
- Carl Johan Hviid
- Gyrd Løfqvist
- Paul Hagen
- Ole Monty
- Carl Ottosen
- Bjørn Puggaard-Müller